# بروس كيركباي
بروس كيركباي هو مصور كندي، ولد في 8 يناير 1968 في تورونتو في كندا.